# Alexander Campbell Fraser
Pour les articles homonymes, voir Alexander Fraser.
Alexander Campbell Fraser (3 septembre 1819-2 décembre 1914) est un théologien et philosophe écossais.

## Biographie
Il est né dans le presbytère d' Ardchattan, Argyll, fils du pasteur de la paroisse, le révérend Hugh Fraser, et de son épouse, Maria Helen Campbell. Il est l'aîné d'une famille de douze enfants.
En raison de problèmes de santé, il est éduqué par sa mère, puis envoyé à Glasgow à l'âge de 14 ans pour étudier la théologie à l'Université de Glasgow auprès du professeur James Mylne. Cependant, Glasgow ne lui plait pas en tant que ville et n'y reste qu'un an. Il termine ses études à l'Université d'Édimbourg et obtient son diplôme au Divinity Hall en 1843. C'est une année tumultueuse pour l'Église écossaise et Fraser décide de rejoindre l'Église libre après le Schisme de 1843. Il est ordonné en 1844 et devient ministre de la petite paroisse de Cramond sur le Firth of Forth juste à la périphérie d'Édimbourg. Restant à Édimbourg, il succède à William Hamilton comme professeur de logique au New College en 1846 et reste à ce poste jusqu'en 1856.
Il dirige la North British Review de 1850 à 1857 et, en 1856, après avoir été ministre de l'Église libre d'Écosse, il succède à William Hamilton comme professeur de logique et de métaphysique à l'Université d'Édimbourg. En 1859, il devient doyen de la Faculté des arts de l'université et conserve ce poste pendant 30 ans.
En 1831, William Hamilton est nommé à la chaire de logique et de métaphysique et Fraser devient son élève. Il a lui-même déclaré : « Je dois plus à Hamilton qu'à toute autre influence. » C'est également à cette époque qu'il commence son étude de Berkeley et Coleridge et abandonne son phénoménisme précoce pour la conception d'une volonté spirituelle comme cause universelle. Dans la Biographia, cette « foi théiste » apparaît dans son plein développement et est particulièrement importante car c'est peut-être l'approche la plus proche de l'éthique kantienne faite par la philosophie anglaise originale. Outre l'intérêt philosophique de la Biographia, l'ouvrage contient des images précieuses de la société Lam of Lorne et de l'Argyllshire au début du XIXe siècle, de la vie universitaire à Glasgow et à Édimbourg, ainsi qu'une histoire de la North British Review.
En 1858, il est élu membre de la Royal Society of Edinburgh, son proposant étant Philip Kelland.
En 1897, il est présenté à la reine Victoria lors de sa tournée en Écosse pour son jubilé de diamant.
En 1904, il publie une autobiographie intitulée Biographia philosophica, dans laquelle il décrit les progrès de son développement intellectuel. De cet ouvrage et de ses Gifford Lectures (1894-1896), nous apprenons objectivement ce qui avait été précédemment déduit de son travail critique. Après une enfance passée dans une austérité qui stigmatisait même les romans de Walter Scott comme impies, il commence sa carrière universitaire à l'âge de quatorze ans, à une époque où Christopher North et le Dr Ritchie enseignaient la philosophie morale et la logique. Sa première avancée philosophique est stimulée par Cause et Effet de Thomas Brown, qui lui fait découvrir les problèmes qui vont occuper sa pensée. À partir de là, il embrasse le scepticisme de David Hume. Fraser est un idéaliste personnel,.

## Famille
En 1850, à St Cuthberts à Édimbourg, il épouse Jemima Gordon Dyce (1819-1907), fille de William Dyce.
Son fils aîné Hugh John Edward Fraser (1851-1908) est un avocat et meurt sans descendance. Il est enterré au cimetière de Doyen. Sa fille Maria Helen (1859-1947) épouse Robert Forman, décédée en 1914 sans descendance. Son plus jeune fils, le révérend Alexander Campbell Fraser (1860-1941), épouse Mary Matthew (1863-1946) et a un fils, Alexander Campbell Fraser (1889-1968)
Fraser est enterré dans le petit cimetière nord de Lasswade avec son épouse, Jemima Gordon (1819-1907), contre la limite nord.